# لاک دو لا اوت-سور

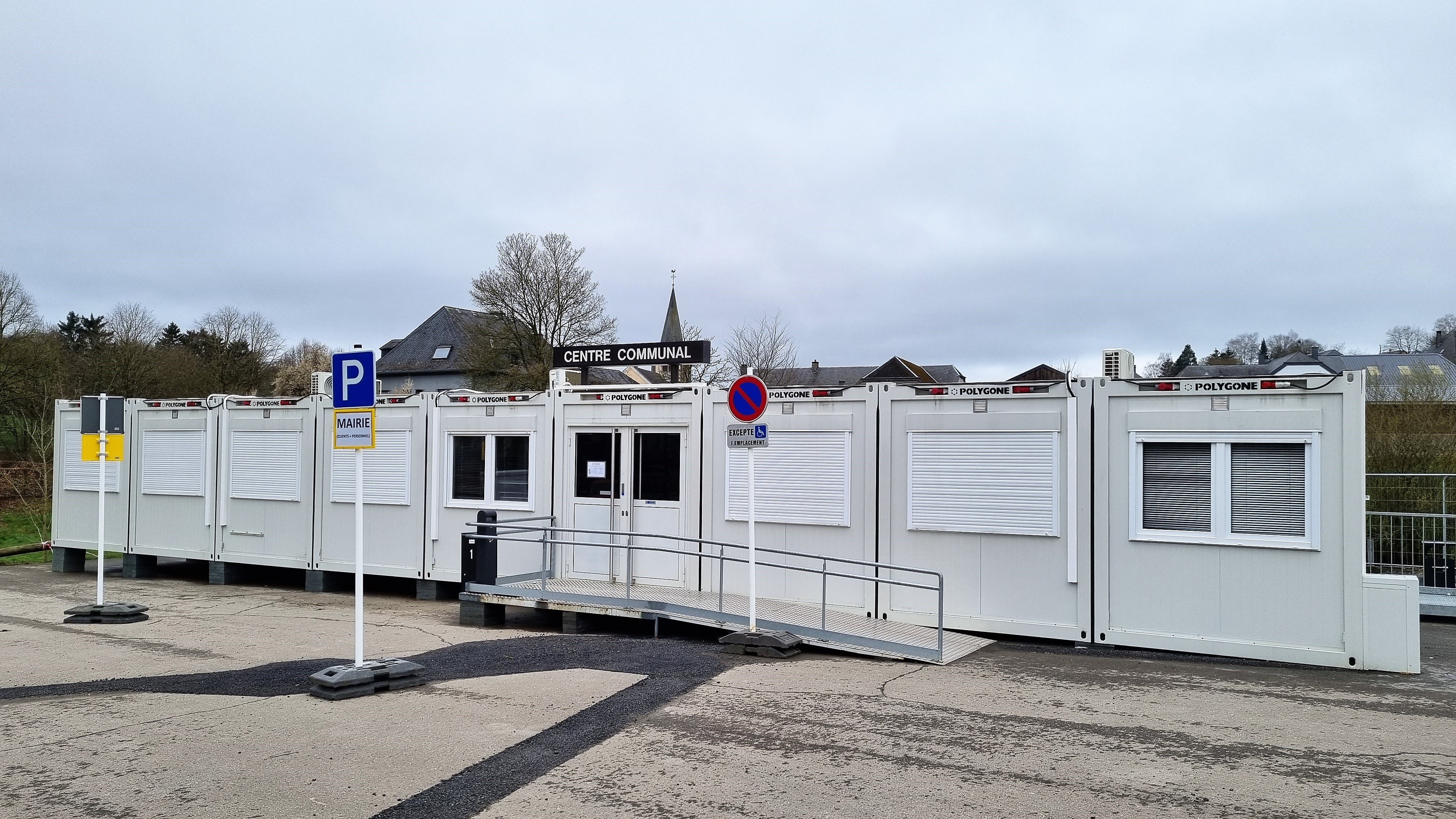
نمایی از ساختمان موقت «مرکز اجتماعی»، در طول ساخت و ساز ساختمان جدید شورای شهر - ۲۰۲۳

لاک دو لا اوت-سور (به لوکزامبورگی: Stauséigemeng) یک شهرداری در استان ویلتز کشور لوکزامبورگ است که ۴۸٫۵ کیلومترمربع مساحت دارد و جمعیت آن در سال ۲۰۰۹ میلادی ۱۴۰۰ نفر بوده‌است.